# Тоано
Тоано (итал. Toano) је насеље у Италији у округу Ређо Емилија, региону Емилија-Ромања.
Према процени из 2011. у насељу је живело 695 становника. Насеље се налази на надморској висини од 855 м.

## Становништво
Према резултатима пописа становништва 2011. у општини је живело 4.458 становника.
| 1931. | 1936. | 1951. | 1961. | 1971. | 1981. | 1991. | 2001. | 2011. |
| ----- | ----- | ----- | ----- | ----- | ----- | ----- | ----- | ----- |
| 6.370 | 6.779 | 6.748 | 5.492 | 4.211 | 3.971 | 3.962 | 4.264 | 4.458 |